# Navès, Tarn
 Navès  là một xã trong tỉnh Tarn thuộc vùng Occitanie ở miền nam nước Pháp. Xã này nằm ở khu vực có độ cao trung bình 176 mét trên mực nước biển.
Sông Thoré tạo thành phần lớn ranh giới đông bắc, sau đó đổ vào sông Agout, sông tạo thành phần lớn ranh giới phía bắc.